# Międzylesie (Secemin)
Pour les articles homonymes, voir Międzylesie (homonymie).
Międzylesie est une localité polonaise de la gmina de Secemin, située dans le powiat de Włoszczowa en voïvodie de Sainte-Croix.